# Wonhjo
Wonhjo (korejsky 원효 – Wŏnhjo, v anglickém přepisu Won-Hyo) je tul, který se učí nositelé technického stupně 6. kup v bojovém umění taekwondo. Tul vytvořili v letech 1962–1964 podplukovník U Čonglim a seržant Kim Bokman.

## Významy

### Význam názvu
Wonhjo (617–686) byl proslulý mnich, který uvedl buddhismus do království Silla.

### Význam výchozího postoje
Výchozí postoj byl původně pozdrav a vyjadřoval věrnost generálů dynastii Ming po jejím pádu v roce 1644. Ti se často ukrývali v klášterech, kde vyučovali bojová umění, která tento pozdrav přejala. Mezi ně patří například i Kung-fu.

## Pohyby vzoru
Výchozí postoj: moa čunbi sogi A
1. ↩ niundža so sang pchalmok makki
2. niundža so sonkchal nopchunde anuro terigi
3. kodžong so jop čirugi
4. ↷ niundža so sang pchalmok makki
5. niundža so sonkchal nopchunde anuro terigi
6. kodžong so jop čirugi
7. ↲ koburjo čunbi sogi A
8. kaunde jopčcha čirugi
9. ↑ niundža so sonkchal tebi makki
10. ↑ niundža so sonkchal tebi makki
11. ↑ niundža so sonkchal tebi makki
12. ↑ konnun so son sonkut tulkchi, sonbadak nerjo makki
13. ↬ niundža so sang pchalmok makki
14. niundža so sonkchal nopchunde anuro terigi
15. kodžong so jop čirugi
16. ↷ niundža so sang pchalmok makki
17. niundža so sonkchal nopchunde anuro terigi
18. kodžong so jop čirugi
19. ↲ konnun so an pchalmok tollimjo makki
20. nadžunde apčcha pušigi (poloha rukou jako v předchozí technice)
21. ↑ konnun so pande ap čirugi
22. konnun so an pchalmok tollimjo makki
23. nadžunde apčcha pušigi (poloha rukou jako v předchozí technice)
24. ↑ konnun so pande ap čirugi
25. ↑ koburjo čunbi sogi A
26. kaunde jopčcha čirugi, orun nopchunde jop čirugi
27. ↬ niundža so pchalmok tebi makki
28. ↷ niundža so pchalmok tebi makki

Závěrečný postoj: ↲ moa čunbi sogi A